# Tofig Aghababayev
Tofig Mammadali oglu Aghababayev (en azerí: Tofiq Məmmədəli oğlu Ağababayev; Bakú, 8 de septiembre de 1928-20 de diciembre de 2024) fue un pintor azerbaiyano, galardonado con el título "Artista del pueblo de la República de Azerbaiyán" en 2007.

## Biografía
Tofig Aghababayev nació el 8 de septiembre de 1928 en la ciudad de Bakú. Entre 1946 y 1951 estudió en el departamento de pintura de la Escuela Estatal de Arte de Azerbaiyán en nombre de Azim Azimzade. Entre 1953 y 1959 estudió en el departamento de cerámica y vidrio de la Academia Estatal de Arte y Diseño de San Petersburgo.
Tofig Aghababayev trabajó como el primer artista principal de la ciudad de Bakú entre 1966 y 1968.
Las obras de Tofig Aghababayev se conservan en el Museo Nacional de Arte de Azerbaiyán, la fundación de la Unión de Artistas de Azerbaiyán, en museos de Estados Unidos, Londres, Canadá y muchos otros países y en las colecciones privadas.

## Premios y títulos
- Artista de Honor de Azerbaiyán (1992)[5]
- Artista del pueblo de la República de Azerbaiyán (2006)[6]
- Orden Shohrat (2023)[7]